# Гёркей, Сабиха
Хатидже Сабиха Гёркей (1888 — 22 ноября 1963) — турецкий педагог и политик. Одна из первых 18 женщин, избранных в парламент Турции.

## Биография
Родилась в стамбульском районе Ускюдар в семье Хаджи Исмаила и его жены Айше. Отец Сабихи умер когда она была маленькой, поэтому семью содержала мать, работавшая учителем по пошиву одежды. В 1903 году Сабиха окончила женское профессиональное училище в Ускюдаре, в 1906 году — педагогический колледж в Стамбуле.
С 31 января 1907 года по октябрь 1914 года преподавала в различных профессиональных училищ. В 1917 году окончила Стамбульский университет, она стала одной из первых выпускниц университета. После этого работала заместителем директора и преподавателем математики в Бурсе. Через некоторое время уволилась с работы и вернулась в Стамбул. С февраля 1919 года по сентябрь 1922 года преподавала математику в педагогическом лицее в Эдирне, одновременно с этим там же занимала должность заместителя директора.
В период жизни в Эдирне вышла замуж за директора школы Кемаля Гёркея. У них был ребёнок.
С октября 1922 года по сентябрь 1923 года была безработной. В 1923 году недолгое время преподавала математику в женском педагогическом училище в Адане. С октября 1923 года по август 1933 года преподавала математику в женском педагогическом училище в Сивасе, затем по февраль 1935 года преподавала в лицее в Токате.
В ходе реформ Ататюрка были расширены права женщин, в 1934 году они получили право голосовать и быть избранными в парламент. После этого Баштюг решила попробовать себя в политике, для этого ей пришлось уволиться с должности учительницы. В результате парламентских выборов, прошедших в 1935 году, Тюркан Баштюг была избрана членом Великого национального собрания от республиканской народной партии и стала одной из первых 18 женщин-парламентариев Турции. Входила в состав парламентского комитета по внутренним делам. После парламентских выборов 1939 года добровольно ушла с поста.
Умерла 22 ноября 1963 года.